# 白花地丁
白花地丁（学名：Viola patrinii）为堇菜科堇菜属的植物。分布于俄罗斯、朝鲜、日本以及中国大陆的吉林、辽宁、河北、内蒙古、黑龙江等地，生长于海拔50米至2,750米的地区，一般生于河岸湿地、草甸、沼泽化草甸、灌丛或林缘较阴湿地带，目前尚未由人工引种栽培。

## 别名
白花堇菜（东北师范大学研究通报）